# Recluzia palmeri
Recluzia palmeri is een slakkensoort uit de familie van de Janthinidae. De wetenschappelijke naam van de soort is voor het eerst geldig gepubliceerd in 1871 door Dall.